# Lista nagród i nominacji Oasis
Oasis to brytyjski zespół rockowy założony w 1991 w Manchesterze przez Liama Gallaghera, Paula Arthursa, Paula McGuigana oraz Tony’ego McCarrolla. Piątym członkiem, który dołączył do zespołu nieco później był starszy brat Liama, Noel Gallagher. 
Na ich koncie znajduje się siedem albumów studyjnych: Definitely Maybe (1994), (What’s the Story) Morning Glory? (1995), Be Here Now (1997), Standing on the Shoulder of Giants (2000), Heathen Chemistry (2002), Don’t Believe the Truth (2005), oraz Dig Out Your Soul (2008).
Osiem utworów oraz osiem albumów (siedem studyjnych i jeden kompilacyjny) Oasis znalazło się na pierwszym miejscu UK Singles Chart i UK Albums Chart. Grupa jest zdobywcą siedemnastu statuetek NME Awards, dziewięciu Q Awards, czterech MTV Europe Music Awards i sześciu Brit Awards, w tym za wybitne zasługi dla brytyjskiej muzyki (ang. Outstanding Contribution to Music) i za najlepszy album ostatnich 30 lat (ang. Best Album of the Last 30 Years) w głosowaniu słuchaczy BBC Radio 2. Grupa Oasis była nominowana do trzech Nagród Grammy. Do 2009 roku sprzedała ponad 70 milionów albumów na całym świecie. W 2010 zespół Oasis został wpisany do księgi rekordów Guinnessa po tym, jak przez 22 kolejne tygodnie utrzymywał się w pierwszej 10. brytyjskiej listy przebojów. Grupa już wcześniej znalazła się w gronie rekordzistów jako zespół z największymi sukcesami ostatniej dekady w Wielkiej Brytanii – w latach 1995–2005 przez 765 tygodni grupa Oasis znajdowała się w Top 75 brytyjskiej listy singli i albumów.

## BRIT Awards
BRIT Awards to corocznie przyznawane nagrody brytyjskiego przemysłu fonograficznego.
| Rok  | Kategoria                         | Tytułem                           | Nota      |
| ---- | --------------------------------- | --------------------------------- | --------- |
| 1995 | Best British Newcomer             | Oasis                             | Wygrana   |
| 1995 | Best British Group                | Oasis                             | Nominacja |
| 1995 | Best British Album                | Definitely Maybe                  | Nominacja |
| 1995 | Best British Single               | „Live Forever”                    | Nominacja |
| 1996 | Best British Group                | Oasis                             | Wygrana   |
| 1996 | Best British Album                | (What’s the Story) Morning Glory? | Wygrana   |
| 1996 | Best British Video                | „Wonderwall”                      | Wygrana   |
| 1996 | Best British Single               | „Wonderwall”                      | Nominacja |
| 1997 | Best British Single               | „Don't Look Back In Anger”        | Nominacja |
| 1998 | Best British Video                | „D'You Know What I Mean?”         | Nominacja |
| 1998 | Best British Album                | Be Here Now                       | Nominacja |
| 1998 | Best British Group                | Oasis                             | Nominacja |
| 2003 | Best British Group                | Oasis                             | Nominacja |
| 2006 | Best British Rock Act             | Oasis                             | Nominacja |
| 2006 | Best British Live Act             | Oasis                             | Nominacja |
| 2007 | Outstanding Contribution to Music | Oasis                             | Wygrana   |
| 2010 | BRITs Album of 30 Years           | (What’s the Story) Morning Glory? | Wygrana   |

## Nagroda Grammy
Nagroda Grammy przyznawana jest przez National Academy of Recording Arts and Sciences.
| Rok  | Kategoria                                     | Tytułem                | Nota      |
| ---- | --------------------------------------------- | ---------------------- | --------- |
| 1997 | Best Rock Vocal Performance by a Duo or Group | „Wonderwall”           | Nominacja |
| 1997 | Best Rock Song                                | „Wonderwall”           | Nominacja |
| 1999 | Best Music Video, Short-Form                  | „All Around the World” | Nominacja |

## Ivor Novello Awards
Ivor Novello Awards to nagrody przyznawane tekściarzom i kompozytorom w Londynie przez Brytyjską Akademię Kompozytorów i Tekstopisarzy - British Academy of Composers and Songwriters.
| Rok  | Kategoria                         | Tytułem                      | Nota      |
| ---- | --------------------------------- | ---------------------------- | --------- |
| 1996 | Best Contemporary Song            | „Wonderwall”                 | Wygrana   |
| 1996 | Songwriters of the Year           | Noel Gallagher               | Wygrana   |
| 2003 | Best Song Musically and Lyrically | „Stop Crying Your Heart Out” | Nominacja |

## MTV Asia Awards
| Rok  | Kategoria          | Tytułem | Nota      |
| ---- | ------------------ | ------- | --------- |
| 2006 | Favourite Rock Act | Oasis   | Nominacja |

## MTV Europe Music Award
| Rok  | Kategoria   | Tytułem                    | Nota      |
| ---- | ----------- | -------------------------- | --------- |
| 1994 | Best UK Act | Oasis                      | Wygrana   |
| 1996 | Best Song   | „Wonderwall”               | Wygrana   |
| 1996 | MTV Select  | „Don't Look Back in Anger” | Nominacja |
| 1996 | Best Group  | Oasis                      | Wygrana   |
| 1996 | Best Rock   | Oasis                      | Nominacja |
| 1997 | Best Rock   | Oasis                      | Wygrana   |
| 1997 | Best Group  | Oasis                      | Nominacja |

## MTV Video Music Awards Japan
| Rok  | Kategoria              | Tytułem                 | Nota      |
| ---- | ---------------------- | ----------------------- | --------- |
| 2002 | Best Live Act          | Oasis                   | Wygrana   |
| 2006 | Best Group Video       | „Lyla”                  | Nominacja |
| 2006 | Best Video of the Year | „Lyla”                  | Nominacja |
| 2006 | Best Album of the Year | Don’t Believe the Truth | Nominacja |

## NME Awards
NME Awards to corocznie przyznawane nagrody magazynu New Musical Express.
| Rok  | Kategoria             | Tytułem                           | Nota      |
| ---- | --------------------- | --------------------------------- | --------- |
| 1995 | Single of the Year    | „Live Forever”                    | Wygrana   |
| 1995 | Album of the Year     | Definitely Maybe                  | Wygrana   |
| 1995 | Best New Band         | Oasis                             | Wygrana   |
| 1996 | Best Single           | „Wonderwall”                      | Wygrana   |
| 1996 | Best Album            | (What’s the Story) Morning Glory? | Wygrana   |
| 1996 | Best Live Band        | Oasis                             | Wygrana   |
| 1996 | Best Band             | Oasis                             | Wygrana   |
| 1997 | Best Musical Event    | Knebworth                         | Wygrana   |
| 1997 | Best Band of the Year | Oasis                             | Wygrana   |
| 2003 | Best Live Band        | Oasis                             | Nominacja |
| 2003 | Best UK Band          | Oasis                             | Wygrana   |
| 2003 | Artist of the Year    | Oasis                             | Wygrana   |
| 2005 | Best Music DVD        | Definitely Maybe                  | Wygrana   |
| 2006 | Best Video            | „The Importance of Being Idle”    | Wygrana   |
| 2006 | Best British Track    | „The Importance of Being Idle”    | Nominacja |
| 2006 | Best Album            | Don’t Believe the Truth           | Nominacja |
| 2006 | Best British Band     | Oasis                             | Nominacja |
| 2006 | Best Live Act         | Oasis                             | Nominacja |
| 2007 | Best British Band     | Oasis                             | Nominacja |
| 2009 | Best British Band     | Oasis                             | Wygrana   |
| 2009 | Best Live Band        | Oasis                             | Nominacja |
| 2009 | Best Band Blog        | Oasis                             | Wygrana   |
| 2009 | Best Album            | Dig Out Your Soul                 | Nominacja |
| 2009 | Best Video            | „The Shock of the Lightning”      | Nominacja |
| 2017 | Best Music Film       | Oasis: Supersonic                 | Wygrana   |
| 2017 | Best Reissue          | Be Here Now                       | Wygrana   |

## Q Awards
Q Awards to przyznawane corocznie w Wielkiej Brytanii nagrody popularnego magazynu muzycznego Q Magazine.
| Rok  | Kategoria                   | Tytułem                        | Nota      |
| ---- | --------------------------- | ------------------------------ | --------- |
| 1994 | Best New Act                | Oasis                          | Wygrana   |
| 1995 | Best Live Act               | Oasis                          | Wygrana   |
| 1996 | Best Act in the World Today | Oasis                          | Wygrana   |
| 1997 | Best Act in the World Today | Oasis                          | Wygrana   |
| 2000 | Best Live Act               | Oasis                          | Wygrana   |
| 2002 | Best Single                 | „The Hindu Times”              | Nominacja |
| 2002 | Best Live Act               | Oasis                          | Nominacja |
| 2002 | Best Act in the World Today | Oasis                          | Nominacja |
| 2005 | Best Video                  | „The Importance of Being Idle” | Nominacja |
| 2005 | Best Track                  | „The Importance of Being Idle” | Nominacja |
| 2005 | Best Album                  | Don’t Believe the Truth        | Wygrana   |
| 2005 | Best Live Act               | Oasis                          | Nominacja |
| 2005 | Best Act in the World Today | Oasis                          | Nominacja |
| 2005 | People’s Choice Award       | Oasis                          | Wygrana   |
| 2006 | Best Act in the World Today | Oasis                          | Wygrana   |
| 2006 | Classic Songwriter Award    | Noel Gallagher                 | Wygrana   |
| 2008 | Best Act in the World Today | Oasis                          | Nominacja |
| 2009 | Best Live Act               | Oasis                          | Nominacja |
| 2009 | Best Act in the World Today | Oasis                          | Nominacja |

## Top of the Pops Awards
| Rok  | Kategoria     | Tytułem | Nota    |
| ---- | ------------- | ------- | ------- |
| 2002 | Best Rock Act | Oasis   | Wygrana |

## Vodafone Live Music Awards
| Rok  | Kategoria           | Tytułem                               | Nota    |
| ---- | ------------------- | ------------------------------------- | ------- |
| 2007 | Best Live Music DVD | Morning Glory – An Album Under Review | Wygrana |

## Mercury Prize
Mercury Prize to corocznie przyznawana nagroda dla najlepszego albumu muzycznego w Wielkiej Brytanii i Irlandii
| Rok  | Kategoria     | Tytułem                           | Nota      |
| ---- | ------------- | --------------------------------- | --------- |
| 1995 | Mercury Prize | Definitely Maybe                  | Nominacja |
| 1996 | Mercury Prize | (What’s the Story) Morning Glory? | Nominacja |

## NME Awards USA
| Rok  | Kategoria               | Tytułem                   | Nota      |
| ---- | ----------------------- | ------------------------- | --------- |
| 2008 | Best Video              | „Lord Don't Slow Me Down” | Nominacja |
| 2008 | Best International Band | Oasis                     | Nominacja |

## Silver Clef Awards
Silver Clef Awards to coroczna uroczystość przyznania nagród przez przedstawicieli brytyjskiego przemysłu muzycznego i fundację Nordoffa-Robbinsa.
| Rok  | Kategoria   | Tytułem | Nota    |
| ---- | ----------- | ------- | ------- |
| 2008 | Silver Clef | Oasis   | Wygrana |

## UK Video Music Awards
| Rok  | Kategoria                      | Tytułem           | Nota      |
| ---- | ------------------------------ | ----------------- | --------- |
| 2009 | Best Cinematography In A Video | „Falling Down”    | Nominacja |
| 2009 | Best Editing in a Video        | „Falling Down”    | Wygrana   |
| 2009 | Best Rock Video                | „Falling Down”    | Nominacja |
| 2009 | The Innovation Award           | Dig Out Your Soul | Wygrana   |

## UK Festival Awards
| Rok  | Kategoria                 | Tytułem | Nota      |
| ---- | ------------------------- | ------- | --------- |
| 2009 | Best Headline Performance | Oasis   | Nominacja |